# 金選
金選（1472年—？），字惟賢，湖廣荊州府荊門州民籍，江西豐城縣人，明朝政治人物。

## 生平
弘治二年（1489年）己酉科湖廣鄉試第十六名舉人。正德六年（1511年）中式辛未科會試第二百九十八名，登第三甲第一百九十七名進士。

## 家族
曾祖金真；祖父金德厚；父金章，母胡氏；繼母陳氏。